# Long Cours (roman)
Pour les articles homonymes, voir Long cours (homonymie).
Long Cours est un roman policier de Georges Simenon, paru en 1936.

## Résumé
Voulant extorquer à son ancien employeur et amant de l'argent pour aider un groupe d'anarchistes, Charlotte l'a tué d'un coup de feu. Avec son ami Jef (Joseph Mittel), elle fuit Paris. Le duo rejoint Dieppe, où ils se font accepter sur le « Croix-de-Vie », dont le capitaine, Mopps, vieux contrebandier resté très vert, devient vite l'amant de Charlotte. Mittel est relégué à la chaufferie.  
Le cargo transporte des armes destinées à des révolutionnaires équatoriens. Mais, après diverses péripéties, Mopps arrive trop tard à Buenaventura : les révolutionnaires ont été écrasés, les armes n'ont donc plus d'acquéreurs. Mopps passe alors un arrangement avec l'inquiétant Dominico, homme d'affaires sans scrupule, immensément riche : il lui cède ses armes pour un prix dérisoire, obtient de faux papiers pour Joseph et Charlotte, qui deviennent M. et Mme Gentil, et se débarrasse ainsi d'une maîtresse devenue encombrante. 
Joseph travaille dans une mine d'or colombienne. Le couple vit là parmi les rats, entre les indigènes pauvres, en compagnie de Plumier, un géologue belge atteint de folie de la persécution et qui meurt sans que l'on sache s'il s'agit d'un suicide ou d'un crime commis par les sbires de Dominico. Charlotte est enceinte. De retour à Buenaventura, Mittel travaille comme commis chez Dominico. Un petit garçon, Charles, naît le jour même où Joseph reçoit une lettre de Mopps, l'invitant à venir à Tahiti.  
Après maintes difficultés et humiliations, Mittel et Charlotte se rendent à Tahiti avec leur fils. Ils y deviennent gérants du cercle franco-anglais de Papeete, dont Mopps est devenu le président, et mènent une vie facile. Charlotte exerce son pouvoir de séduction sur tous les hommes de son entourage, délaissant son mari et son petit garçon. Joseph est rongé par la jalousie : sa santé se détériore et il craint de devenir fou. Seul Charles lui donne envie de vivre, alors qu'il ne sait même pas s'il est le fils de Mopps ou le sien... Joseph suscite cependant l'amitié d'une jeune indigène, Tita. À la suite d'une baignade, il est frappé de pleurésie. Mopps et Charlotte, dont le passé a été découvert, s'enfuient avec l'enfant, laissant Mittel mourir, veillé seulement par Tita.

## Aspects particuliers du roman
Récit entrecoupé de monologues intérieurs.  Trois parties bien distinctes : le départ et les promesses d’une autre vie ; l’existence atroce dans le Choco colombien; le séjour à Tahiti, avec, pour Mittel, la mort comme échéance. Le voyage est le support d’une analyse psychologique, celle de la dégradation et de l’enlisement d’un « couple traqué » (titre de l’édition pré-originale). 

## Fiche signalétique de l'ouvrage

### Cadre spatio-temporel

#### Espace
Dieppe. Le cargo « Croix-de- Vie ». Colon. Buenaventura (Colombie).  Une mine d’or sur une rivière du Choco (Colombie). Papeete. Références à Paris.

#### Temps
Époque contemporaine.

### Les personnages

#### Personnage principal
Joseph Mittel, fils du fameux Mittelhauser (de la bande à Bonnot). Sans emploi fixe. Célibataire. 22 ans.

#### Autres personnages
- Mopps, capitaine du « Croix-de-Vie » et plus tard président du Cercle franco-anglais à Papeete
- Charlotte Godebieu, ancienne bonne, maîtresse de Mittel et de Mopps. 22 ans.

## Éditions
- Prépublication en feuilleton dans le quotidien Le Petit Parisien, n° 21509-21574 du 19 janvier au 24 mars 1936, sous le titre Le Couple traqué
- Édition originale : Gallimard, 1936
- Tout Simenon, tome 19, Omnibus, 2003  (ISBN 978-2-258-06104-0)
- Folio Policier n° 665, 2012  (ISBN 978-2-07-030787-6)
- Romans durs, tome 2, Omnibus, 2012  (ISBN 978-2-258-09356-0)
- Romans durs, tome 2, Omnibus, 2023  (ISBN 978-2-258-20259-7)

## Adaptations
- 1996 : Long Cours, téléfilm français réalisé par Alain Tasma, avec Benoît Magimel et Hélène de Fougerolles, diffusé sur Arte-Canal+

## Source
- Maurice Piron, Michel Lemoine, L'Univers de Simenon, guide des romans et nouvelles (1931-1972) de Georges Simenon, Presses de la Cité, 1983, p. 52-53  (ISBN 978-2-258-01152-6)